# Vacka Rádió
A Vacka Rádió a Magyar Rádió, MR1-Kossuth Rádió folytatásos gyermek-mesejátéka. A dalok előadója és „mindenese” Rutkai Bori.

## A műsor története
2007 végén írt ki pályázatot a Magyar Rádió egy mesesorozat forgatókönyvére. 65 pályamű közül, Gaál Zsuzsa művét találta a legjobbnak a zsűri.
Az első rész 2008. május 19-én hangzott el.
A tíz perces epizódokat kezdetben a déli harangszó előtt sugározták és a kora esti műsorsávban ismételték. 2010-ben már csak este volt hallható.
"A Vacka Rádió a Lötyög-patak mellől sugároz, de fogható a Duna és a Tisza folyó valamennyi hullámhosszán – akárcsak az MR1-Kossuth Rádió. A Vacka Rádió Hókupackavacka rádiója. Hogy hol is van Hókupackavacka? Két szomszédja Zuzmorc és Göndörcsalános…"
„Óvakodva, mintha lábát

Bántaná a köszvény,

Borzas fák közt kódorog a

Kócos Kutya-ösvény.

Hókupackavacka előtt

Megkerül egy dombot,

Pont, ahogy a varrócérna

Kerüli a gombot.”

...

## Alkotók
- Író: Gaál Zsuzsa
- Dramaturg: Palotás Ágnes, Turai Tamás, Varga Viktor
- Szerkesztő, rendező: Varsányi Anikó
- Zeneszerzők: Rutkai Bori, Bujdosó János, Darvas Kristóf
- Zenei rendező: Molnár András
- Technikai munkatársak: Kulcsár Péter, Liszkai Károly
- Felelős szerkesztő: Solténszky Tibor

## Szereplők
| - Bodza Cinkota: Tompos Kátya - Csiga Nyikoláj: Harkányi Endre - Kismedve Borcsa: Cseh Judit - Kispupák Zsömle - Elek Ferenc - Paróka őrnagy: Zöld Csaba | - Pötty Zorka: Kárász Eszter - Pumpusek bácsi: Fodor Tamás - Varangy Pintyő: Tahi József - Zűrös Pertli: Ubrankovics Júlia, Martinovics Dorina - Zsuzsa néni: Andai Kati |

A zenét a Specko Jedno zenekar tagjaiból álló: Hébe Hóba Banda adja. Banda tagok: Rutkai Bori, Bujdosó János, Darvas Kristóf, Dudás Zsombor, Szerető Dani, valamint Abbas Murád

## Vacka dalok
A műsorban elhangzó dalrészletek teljes felvétele "CD"-n is megjelent. A főcímdal zenei alapja bónuszként felkerült a korongra.
A dalok szövegét a sorozatot is jegyző, Gaál Zsuzsa írta.
Zeneszerzők: Rutkai Bori, Bujdosó János és Darva Kristóf.
- A "CD" borítóját is Rutkai Bori készítette.

A "CD" dalai:
| Vacka dal Ábrándozás Ajándék Bajnokok Bodri tánca Egy kis nyár Dal a divatról Harcsa úr | Bal-labda ballada Macskaparancs Melegedő Dal péntek nélkül Szélcsend Sztrapacskamacska születésnapjára Ami velem történt vasárnap Zümmögős dal |